# Mayssa Guermoud
Mayssa Guermoud, née le 24 octobre 2002 à Aix-en-Provence, est une nageuse synchronisée française.

## Biographie
Le 11 août 2022, elle remporte la médaille de bronze de l'épreuve technique par équipe de natation artistique lors des Championnats d'Europe de natation 2022 à Rome ; le lendemain, elle obtient une nouvelle médaille de bronze en highlights. Le 15 août 2022, elle remporte la médaille de bronze de l'épreuve libre par équipe lors de ces mêmes Championnats.
Aux Jeux européens de 2023 à Oświęcim, Mayssa Guermoud est médaillée de bronze de l'épreuve technique par équipes et médaillée d'or de l'épreuve acrobatique par équipes,.